# Swertia matsudai
Swertia matsudai är en gentianaväxtart som beskrevs av Bunzo Hayata och Yoshisuke Satake. Swertia matsudai ingår i släktet Swertia och familjen gentianaväxter. Inga underarter finns listade i Catalogue of Life.